# 알브레히트 폰 뷔르템베르크

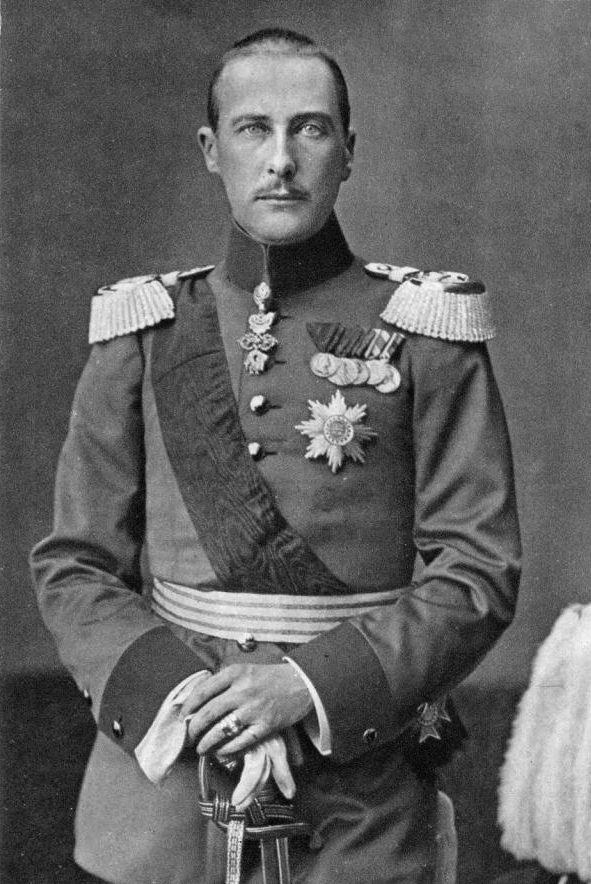
알브레히트 폰 뷔르템베르크

알브레히트 폰 뷔르템베르크(Albrecht, Duke and Crown Prince of Württemberg, 1865년 12월 23일 ~ 1939년 10월 31일)은 뷔르템베르크 왕국의 마지막 왕세자였으며, 제1차 세계 대전 당시 독일군 사령관이었으며, 1921년부터 사망할 때까지 뷔르템베르크 가문의 수장이었다.